# Font del Castell (Castellcir)

La Font del Castell, respecte del terme de Castellcir

La Font del Castell és una font del terme municipal de Castellcir, a la comarca del Moianès.
Està situada a 767,2 metres d'altitud, al nord-oest del Castell de Castellcir. És a l'esquerra del torrent de la Casanova, també a l'esquerra del torrent, més petit, que baixa de la Font del Jub. Es troba al sud-oest del Casalot del Castell.